# Dakara boku wa, H ga dekinai.
Dakara boku wa, H ga dekinai. (だから僕は、Hができない。?, Dakara boku wa, ecchi ga dekinai., lett. "Ecco perché non posso fare H.") è una serie di light novel scritta da Pan Tachibana e illustrata da Yoshiaki Katsurai. Il primo volume della serie di light novel è uscito il 19 giugno 2010, mentre la conclusione si è avuta con l'undicesimo volume pubblicato il 20 agosto 2013. La serie è stata adattata in un manga serializzato dal 2011 al 2013 e in una serie televisiva anime di 12 episodi trasmessa nel 2012.

## Trama
Ryōsuke Kaga è uno studente delle scuole superiori ossessionato dal sesso e dalle donne. Un giorno si imbatte in una ragazza che se ne sta impalata sotto la pioggia senza ombrello. Si tratta di Lisara Restall, un angelo della morte (o shinigami, come si fa definire in seguito) in visita nel mondo degli umani allo scopo di trovare un determinato soggetto che possieda un'anima dall'alto potenziale, che possa rilasciare una grande quantità di energia necessaria per la sopravvivenza del suo mondo, Grimworld.
Lisara stringe un contratto temporaneo con Ryosuke, affinché questa attinga tutte le energie di cui ha bisogno per la sua ricerca nel mondo degli uomini, dall'energia dello spirito perverso del ragazzo. Lisara rivela al ragazzo che gli restano soltanto tre mesi di vita e rivela anche che esiste un modo per prolungargliela. A quel punto Ryosuke propone un accordo a Lisara che accetta: lui l'avrebbe aiutata a trovare l'"anima forte" e lei gli avrebbe prolungato la vita. Inizia così la ricerca che li renderà sempre più vicini.

## Personaggi

### Personaggi principali
Ryosuke Kaga (加賀 良介?, Kaga Ryōsuke)
Doppiato da: Hiro Shimono
Il protagonista della storia, uno studente pervertito del secondo anno alla Momozomo Academy, che usa il suo perverso spirito-energia (che lui chiama "Potere Ero") per dare energia a Lisara. Inoltre, egli apprende da Lisara che morirà in tre mesi e che in cambio del suo aiuto, cercherà di cambiare il suo destino. Lisara usa la Broken Sword, Gram, che apparteneva al Dio della guerra, in modo da formare un contratto con Ryosuke. Tuttavia, più tardi si scoprirà che Ryosuke ha l'altra metà di Gram (che si pensava fosse andata perduta), conquistando così il pieno potere della spada. Lui è innamorato di Lisara, e può ricaricare completamente l'energia del suo spirito perverso solo toccando il corpo della ragazza o grazie al suo "Dizionario Invisibile". Vive da solo (finché Lisara non si trasferisce da lui) poiché sua madre lavora all'estero; del padre si sono perse le tracce. Ha la pessima abitudine, seppur totalmente involontaria, di dire ad alta voce tutte le particolarità che nota nelle ragazze (per esempio, nel primo episodio, guardando la sua amica Mina si chiede se abbia cominciato a sentire il reggiseno sempre più stretto e che magari ha messo su una coppa F, e lei gli risponde che ha cominciato sentirlo stretto quell'estate).
Lisara Restall (リサラ・レストール?, Risara Resutōru)
Doppiata da: Aya Endō
L'eroina della storia, un bellissimo Angelo Della Morte, che fa un patto con Ryosuke e usa il suo spirito perverso come energia. Usa una falce chiamata Carnun Pladur (カル ヌーン プラ デュール?, Karunūn Puradyūru), con la quale incanala l'elemento del fuoco. Ha usato l'elsa della Gram Broken Sword (appartenente alla famiglia Restall) per formare un contratto con Ryosuke. Lei è innamorata di Ryosuke, ma non lo mostra apertamente come le altre ragazze. Alla fine dell'anime forma una coppia insieme a Ryosuke.
Mina Okura (大倉 美菜?, Ōkura Mina)
Doppiata da: Kaori Ishihara
Amica di infanzia di Ryosuke e attualmente socia di Quele. Il suo seno è cresciuto in fretta durante la sua infanzia, e ora è di 92 centimetri - coppa G. Lei conosce le perversioni di Ryosuke ma non le danno fastidio. Dopo aver scoperto la verità sull'identità di Lisara, accetta la situazione e lascia continuare a Lisara i suoi "affari" con Ryosuke. Per caricare la sua energia per Quele, parla di Ryosuke. Ha fatto un contratto con Quele in modo che possa aiutare Ryosuke. Ha dei sentimenti molto forti per Ryosuke poiché lui la proteggeva sempre quando era piccola e ha dimostrato spesso quanto tenga alle ragazze.
Quele Sellier (キュール・ゼリア?, Kyūru Zeria)
Doppiata da: Arisa Nishiguchi
Lontana cugina di Lisara e altro Angelo della Morte. Chiama Lisara "Onee-sama" pur non essendo sua sorella. Ha fatto un contratto con Mina come la sua fonte di energia per ripicca verso Ryosuke e Lisara e prova una forte rivalità verso quest'ultima. Impugna un gladio chiamato Carnun Solace (カルヌーンソラス?, Karunūn Sorasu), che incanala l'elemento del ghiaccio. Anche lei si innamora di Ryosuke nel corso della serie.
Iria Fukumune (福宗 イリア?, Fukumune Iria)
Doppiata da: Misato Fukuen
Angelo della Morte rivale di Lisara durante i suoi anni scolastici a Grimwald, è anche un idolo pop famoso nel mondo umano. Pur essendo seconda nella scuola (Lisara era la prima), ha le dimensioni del seno più grandi del cast principale (92,5 centimetri - coppa G). Tuttavia, i suoi seni grandi si rivelano essere il risultato di protesi infuse con la magia, e il suo seno reale è più piccolo di quello di Lisara. Usa una scimitarra denominata Flotty (フロッティ?, Furotti), che incanala l'elemento del fulmine. Anche lei sembrerebbe innamorata di Ryosuke, anche se in realtà vuole stringere un contratto con lui e le piace soltanto per via dell'enorme quantità di energia che può creare dal suo potere Ero. Anche questo sembra derivare solo dal desiderio di fare un dispetto a Lisara e vendicarsi di averla fatta passare per la numero due nella loro vecchia scuola.

### Studenti e staff della Momozomo Academy
Ohira (大平?, Ōhira)
Doppiata da: Yuya Nakamura
Compagna di classe di Ryosuke.
Hikaru Tamano (玉野 光?, Tamano Hikaru)
Doppiata da: Yukari Shimotsuki
Muneo Meshiyori (飯頼 宗緒?, Meshiyori Muneo)
Doppiata da: Azusa Tatokoro
Ms. Ranbashi (乱橋先生?, Ranbashi-sensei)
Doppiata da: Kana Maruzuka
Un insegnante con gli occhiali della Momozomo Academy.
Shinichi Hattori (服部 新一?, Hattori Shin'ichi)
Doppiato da: Shōki Tomita

### Famiglia Restall
Almeia Restall (アルメイア・レストール?, Arumeia Resutōru)
Doppiata da: Aya Hisakawa
Hild (ヒルド?, Hirudo)
Doppiata da: Shiena Udagawa
Urus (ウルス?, Urusu)
Doppiata da: Aya Uchida

### Merilot Life Insurance
Galdarblog (ガルダーブロウグ?, Garudāburōgu) / Ryosuke Kaga (加賀 りょうすけ?, Kaga Ryōsuke)
Doppiato da: Shinobu Matsumoto
Padre di Ryosuke e marito di Satomi. Brandisce la Spada Demoniaca Tyrfing (魔剣ティルフィング?, Maken Tirufingu).
Merilot Executive (メルロの幹部?, Meruro no Kanbu)
Doppiata da: Yūki Itagaki
Manager (マネージャー?, Manējā)
Doppiata da: Asuka Takahashi
Dalnia Earheart (ダルニア・イアハート?, Darunia Iahāto)
Doppiata da: Minori Chihara
Shinigami facente parte della Merilot Life Insurance, ed è stata vista in paio di volte da Iria. È nota per condurre sempre a termine il suo lavoro, e proprio per questo è estremamente fredda, tanto da non voler concedere ancora un po' di tempo alla madre di Ryosuke e alle altre ragazze di prima di dirgli addio. Dopo gli eventi della Tour Solaire è lei a rivelare a Ryosuke il suo ruolo relativo al disastro occorso nel mondo umano a causa sua, e si sistema in casa sua aspettando il momento in cui la sua vita finirà.

### Altri personaggi
Satomi Kaga (加賀 さとみ?, Kaga Satomi)
Doppiata da: Yūko Gibu
Madre di Ryosuke. La sua personalità è un po' come quella del figlio, ma in minor misura. Quando il marito Ryosuke scomparve, si prese cura di suo figlio da sola. Lei è a conoscenza che suo marito proviene da Grimworld ed è un membro della famiglia Galdarblog.
Caesar (カエサル?, Kaesaru)
Cane di Ryosuke, è un pastore tedesco.

## Media

### Light novel
La serie di light novel di Dakara boku wa, H ga dekinai. è stata scritta da Pan Tachibana ed illustrata da Yoshiaki Katsurai. La pubblicazione degli undici volumi, editi dalla Fujimi Shobō sotto l'etichetta della Fujimi Fantasia Bunko, è iniziata nel 2010 ed è finita nel 2013.
| Nº | Giapponese 「Kanji」 - Rōmaji                                                                                         | Data di prima pubblicazione              | Data di prima pubblicazione |
| Nº | Giapponese 「Kanji」 - Rōmaji                                                                                         | Giapponese                               |                             |
| 1  | 「だから僕は、Hができない。 死神と人生保障」 - Dakara boku wa, ecchi ga dekinai: shinigami to jinsei honshō           | 19 giugno 2010 ISBN 978-4-8291-3534-1    |                             |
| 2  | 「だから僕は、Hができない。2 死神と選抜試験」 - Dakara boku wa, ecchi ga dekinai 2: shinigami to senbatsu shiken      | 20 ottobre 2010 ISBN 978-4-8291-3567-9   |                             |
| 3  | 「だから僕は、Hができない。3 死神と世界革命」 - Dakara boku wa, ecchi ga dekinai 3: shinigami to sekai kakumei        | 19 febbraio 2011 ISBN 978-4-8291-3607-2  |                             |
| 4  | 「だから僕は、Hができない。4 死神と初体験」 - Dakara boku wa, ecchi ga dekinai 4: shinigami to hatsutaiken            | 20 maggio 2011 ISBN 978-4-8291-3643-0    |                             |
| 5  | 「だから僕は、Hができない。5 死神と失われた王家」 - Dakara boku wa, ecchi ga dekinai 5: shinigami to ushinawareta ōke | 17 settembre 2011 ISBN 978-4-8291-3684-3 |                             |
| 6  | 「だから僕は、Hができない。6 死神と海水浴」 - Dakara boku wa, ecchi ga dekinai 6: shinigami to kaisuiyoku             | 18 febbraio 2012 ISBN 978-4-8291-3734-5  |                             |
| 7  | 「だから僕は、Hができない。7 死神とパンツ」 - Dakara boku wa, ecchi ga dekinai 7: shinigami to panties                | 20 aprile 2012 ISBN 978-4-8291-3755-0    |                             |
| 8  | 「だから僕は、Hができない。8 死神と美菜」 - Dakara boku wa, ecchi ga dekinai 8: shinigami to Mina                     | 20 luglio 2012 ISBN 978-4-8291-3784-0    |                             |
| 9  | 「だから僕は、Hができない。9 死神と思い出」 - Dakara boku wa, ecchi ga dekinai 9: shinigami to omoide                 | 20 settembre 2012 ISBN 978-4-8291-3807-6 |                             |
| 10 | 「だから僕は、Hができない。10 死神と告白」 - Dakara boku wa, ecchi ga dekinai 10: shinigami to kokuhaku               | 20 aprile 2013 ISBN 978-4-8291-3883-0    |                             |
| 11 | 「だから僕は、Hができない。11 死神と王様」 - Dakara boku wa, ecchi ga dekinai 11: shinigami to ōsama                  | 20 agosto 2013 ISBN 978-4-8291-3925-7    |                             |

### Manga
Un adattamento manga di Dakara boku wa, H ga dekinai. è stato serializzato dal numero di marzo 2011 della rivista Dragon Magazine della Fujimi Shobō, pubblicato il 9 febbraio 2011 a quello di gennaio 2014 uscito il 6 dicembre 2013. Il primo volume tankōbon fu pubblicato l'6 ottobre 2011 e a dicembre 2013 cinque volumi sono disponibili.
| Nº | Data di prima pubblicazione                               | Data di prima pubblicazione                                                 | Data di prima pubblicazione |
| Nº | Giapponese                                                | Giapponese                                                                  |                             |
| -- | --------------------------------------------------------- | --------------------------------------------------------------------------- | --------------------------- |
| 1  | 6 ottobre 2011                                            | ISBN 978-4-04-712751-7                                                      |                             |
| 2  | 5 aprile 2012                                             | ISBN 978-4-04-712789-0                                                      |                             |
| 3  | 6 settembre 2012                                          | ISBN 978-4-04-712825-5                                                      |                             |
| 4  | 27 marzo 2013 (ed. limitata) 9 aprile 2013 (ed. regolare) | ISBN 978-4-04-712866-8 (ed. regolare) ISBN 978-4-04-712823-1 (ed. limitata) |                             |
| 5  | 9 dicembre 2013                                           | ISBN 978-4-04-712962-7                                                      |                             |

### Anime
Un adattamento anime di Dakara boku wa, H ga dekinai. è stato prodotto dallo studio Feel, diretto da Takeo Takahashi, scritto da Naruhisa Arakawa e con le musiche di Cher Watanabe e i personaggi di Kanetoshi Kamimoto. Le trasmissioni sono iniziate il 6 luglio 2012 su AT-X ed altri canali e sono terminate il 25 settembre 2012. Le sigle sono rispettivamente Reason why XXX di Sayaka Sasaki (apertura) e Platinum 17 (プラチナ17?, Purachina Sebuntīn) di Yozuca (chiusura). Le canzoni sono state pubblicate con CD singoli rispettivamente il 25 luglio e l'8 agosto 2012 sotto l'etichetta Lantis.
| Nº  | Titolo italiano (traduzione letterale) Giapponese 「Kanji」 - Rōmaji                      | In onda           | In onda |
| Nº  | Titolo italiano (traduzione letterale) Giapponese 「Kanji」 - Rōmaji                      | Giapponese        |         |
| 1   | Il filo rosso del destino?! 「運命の赤い糸!?」 - Unmei no akai ito!?                      | 6 luglio 2012     |         |
| 2   | La perversione fa bene agli occhi 「エロは環境にやさしい」 - Ero wa kankyō ni yasashii    | 13 luglio 2012    |         |
| 3   | Un'idol pericolosa 「危険なアイドル」 - Kiken na aidoru                                   | 20 luglio 2012    |         |
| 4   | Pubblica differenza di circonferenza del busto 「胸囲の格差社会」 - Kyōi no kakusa shakai | 27 luglio 2012    |         |
| 5   | Il dizionario invisibile 「invisible dictionary」 - invisible dictionary                  | 3 agosto 2012     |         |
| 6   | Diventiamo una cosa sola 「ひとつになっちゃった」 - Hitotsu ni nacchatta                  | 10 agosto 2012    |         |
| 7   | Voglio lasciarla vivere 「いかせてあげたい」 - Ikasete agetai                             | 17 agosto 2012    |         |
| 7.5 | All'improvviso sono stato preso 「いきなり入れちゃった」 - Ikinari irechatta              | 24 agosto 2012    |         |
| 7.5 | Episodio riassuntivo degli eventi finora avvenuti.                                        |                   |         |
| 8   | I rivali esitano 「好敵胸、揺れる」 - Raibaru, yureru                                     | 28 agosto 2012    |         |
| 9   | L'allegra erezione del Reame 「奮い勃つ剣」                                               | 4 settembre 2012  |         |
| 10  | Paradiso poi Inferno 「てんごくのちじごく」                                               | 11 settembre 2012 |         |
| 11  | Fa' diventare vero l'amore 「恋をかなえて」                                               | 18 settembre 2012 |         |
| 12  | Smetti di parlare di cose perverse 「だからHがどうとか言うな」                            | 25 settembre 2012 |         |
| OAV | Guardate bene! Contest di costumi 「見えすぎ!水着コンテスト」                             | 27 marzo 2013     |         |

## Accoglienza
Durante la sua trasmissione in streaming la trasposizione anime ha ricevuto recensioni favorevoli da Theron Martin di Anime News Network. Gli episodi 1-6 hanno ricevuto come voti variabili tra la B- per il sottotitolo della serie e la B+ per la qualità dei disegni e della grafica in generale. Gli episodi 7-12 hanno ricevuto come voti B- per la colonna sonora e B per tutto il resto. Chris Beveridge di The Fandom Post ha recensito l'uscita nordamericana in Blu-ray e ha dato una recensione favorevole, con una B come voto complessivo.